# Callicostella tenerrima
Callicostella tenerrima är en bladmossart som beskrevs av Edwin Bunting Bartram 1951 [1952. Callicostella tenerrima ingår i släktet Callicostella och familjen Hookeriaceae. Inga underarter finns listade i Catalogue of Life.